# Li Xiaofeng
Li „Sky“ Xiaofeng (chinesisch 李晓峰, * 27. März 1985) ist ehemaliger ein chinesischer E-Sportler in der Disziplin Warcraft III. Er hat zweimal in Folge die World Cyber Games gewonnen und ist Mitglied der WCG Hall of Fame. Li Xiaofeng spielte seit Gründung des Clans 2005 bis zu seinem Karriereende 2013 für World Elite.

## Erfolge
| Jahr | Platz | Turnier                                         | Preisgeld    |
| ---- | ----- | ----------------------------------------------- | ------------ |
| 2005 | 3.    | World e-Sports Games 2005 Season 1              | 05.000 $     |
| 2005 | 1.    | ACON5                                           | 08.000 $     |
| 2005 | 1.    | World Cyber Games 2005                          | 020.000 $    |
| 2006 | 3.    | Electronic Sports World Cup 2006                | 06.000 $     |
| 2006 | 1.    | International e-Sports Festival 2006            | 020.000 $    |
| 2006 | 1.    | World Cyber Games 2006                          | 025.000 $    |
| 2006 | 2.    | International Electronic Sports Tournament 2006 | 010.000 $    |
| 2007 | 2.    | MBCGame WWW II 2007                             | 08.000 $     |
| 2007 | 1.    | PGL Season 1                                    | 010.000 $    |
| 2007 | 1.    | World Cyber Games 2007                          | 08.000 $     |
| 2008 | 2.    | PGL Season 2                                    | 040.000 CN¥  |
| 2008 | 2.    | WarCraft III Neo Star League Season 2 Finals    | 050.000 CN¥  |
| 2008 | 1.    | Electronic Sports World Cup 2008                | 07.000 $     |
| 2008 | 2.    | International e-Sports Festival 2008            | 040.000 CN¥  |
| 2009 | 2.    | PGL Season 4                                    | 040.000 CN¥  |
| 2009 | 1.    | EM III – Asian Finals                           | 05.000 $     |
| 2009 | 1.    | International Electronic Sports Tournament 2009 | 0160.000 CN¥ |
| 2010 | 1.    | NEO Star League 3                               | 06.000 $     |